# Rosyjskie strategiczne siły jądrowe
Rosyjskie strategiczne siły jądrowe – część sił zbrojnych Rosji zdolnych do wykonania uderzeń jądrowych na terytorium potencjalnego przeciwnika.
W styczniu 2014 w skład strategicznych sił Rosji wchodziło 489 nosicieli zdolnych przenieść około 1700 ładunków jądrowych. W ramach wymiany danych zgodnie z traktatem START Rosja poinformowała, że 1 września 2013 posiadała 473 strategiczne nosiciele, zdolne do przeniesienia 1400 głowic jądrowych.
W skład Wojsk Rakietowych Przeznaczenia Strategicznego wchodzi 311 kompleksów rakiet zdolnych do przenoszenia 1078 głowic jądrowych. Na wyposażeniu WRPS znajdują się 52 ciężkie rakiety R-36M2 (SS-18), 40 rakiet UR-100NUTTH (SS-19), 108 pocisków na mobilnych drogowych platformach samochodowych Topol (SS-25), 60 pocisków Topol-M (SS-27) na bazie silosów i 18 takich pocisków na bazie kompleksów mobilnych oraz 33 mobilne kompleksy z rakietami RS-24 Jars.
W skład marynarki wojennej wchodzi 7 okrętów podwodnych uzbrojonych w pociski balistyczne z głowicami jądrowymi. Rakiety tych okrętów zdolne są do przeniesienia 416 głowic. Okręty wchodzą w skład Floty Północnej – 5 projektu 667BDRM (Delta IV) posiadające 80 wyrzutni rakiet R-29RM (SS-N-23) i Floty Oceanu Spokojnego – 2 projektu 667BDR (Delta III) z 32 rakietami R-29R (SS-N-18).
W skład lotnictwa strategicznego wchodzi 66 ciężkich bombowców, w tym 11 Tu-160 i 50 Tu-95MS.
W ramach kosmicznego systemu wczesnego ostrzegania w czerwcu 2014 na orbicie znajdowały się dwa satelity na orbitach eliptycznych. Satelity nie są w stanie zapewnić ciągłego nadzoru nad obszarem bazowania rakiet balistycznych w Stanach Zjednoczonych.